# Alexis Mitsuru Shirahama
Alexis Mitsuru Shirahama PSS (jap. アレキシオ白浜満 Arekishio Shirahama Mitsuru; ur. 20 maja 1962 w Kamigoto) – japoński duchowny katolicki, biskup Hiroszimy od 2016.

## Życiorys
Święcenia kapłańskie otrzymał 19 marca 1990 i został inkardynowany do archidiecezji Nagasaki. W 1993 wstąpił do zgromadzenia sulpicjanów. W 1995 został wychowawcą w zakonnym seminarium w Fukuoce oraz członkiem komisji Konferencji Episkopatu Japonii ds. liturgii. W 2012 objął funkcję rektora krajowego seminarium w Fukuoce.
28 czerwca 2016 papież Franciszek mianował go ordynariuszem diecezji Hiroszimy. Sakry udzielił mu 19 września 2016 metropolita Osaki - arcybiskup Thomas Aquino Man’yō Maeda.